# Maderuelo
Maderuelo er en by og kommune i det centrale Spanien i provinsen Segovia. Den har et indbyggertal på 101 (2024) indbyggere.